# Die Mayrhofner
Die Mayrhofner (früher Original Mayrhofner Trio) sind eine österreichische volkstümliche Musikgruppe aus Mayrhofen im Zillertal.

## Geschichte
Bereits in den 1980er und 1990er Jahren bestand die Gruppe Original Mayrhofner Trio, welche sich vorwiegend mit traditioneller Volksmusik beschäftigte. Nach deren Auflösung gründete Erwin Aschenwald mit seinen Söhnen Erwin Aschenwald junior, Michael Aschenwald und mit Tom Partl und Ulli Huber Die Mayrhofner, welche in Richtung volkstümlicher Musik neigt.

## Diskografie (Auszug)
- 2000 – Halli Galli
- 2000 – Weihnacht
- 2001 – Zugabe!!!
- 2001 – Hooo Ruck!
- 2001 – Hollawax!
- 2001 – Hoam zu dir
- 2001 – Schnurrbart Original
- 2002 – Ruf der Berge
- 2003 – Das Beste
- 2003 – Ohne Volksmusik geht gar nix
- 2003 – Papa, lass d'Mama nit weinen
- 2003 – Gold-Edition
- 2005 – Massai in Lederhose
- 2005 – Mei steirische Harmonika
- 2006 – Live
- 2006 – Für einen Tag Tiroler sein
- 2007 – Mutter Thereza (AT: Gold)
- 2008 – Tiroler-Steirer Musimix (Die 4 Holterbuam & Die Mayrhofner)
- 2008 – Tiroler Weihnacht
- 2008/9 – Am Sonntag hot der Herrgott no die Zillertaler gmacht
- 2009 – Mit Schnurrbart, Hut und Geige
- 2011 – Teuflisch aufgeign – himmlisch jauchzen
- 2012 – Der Geigenopa aus Tirol
- 2012 – I lass an Teufel raus
- 2013 – Wunschkonzert im Alpenland
- 2013 – Arlberg Express präsentiert Die Mayrhofner (AT: Gold)
- 2014 – Salute zur Feier des Tages – Große Erfolge – Jubiläumsedition
- 2016 – Ram Tam Tam
- 2023 – Vergelt's Gott tausend Mal